# Gymnosporangium atlanticum
Gymnosporangium atlanticum är en svampart som beskrevs av Guyot & Malençon 1957. Gymnosporangium atlanticum ingår i släktet Gymnosporangium och familjen Pucciniaceae.   Inga underarter finns listade i Catalogue of Life.